# 2013 în cinematografie
- 2012 în cinematografie — 2013 în cinematografie — 2014 în cinematografie

## Premiere românești
| Dată premieră       | Film                 | Regizor             | Distribuție                                            |
| ------------------- | -------------------- | ------------------- | ------------------------------------------------------ |
| 2013                | Lupu                 | Bogdan Mustață      | Mihai Vasilescu, Ada Condeescu, Sergiu Nicolaescu      |
| 6 iunie 2013 (TIFF) | Domnișoara Christina | Alexandru Maftei    | Maia Morgenstern, Ioana Anastasia Anton, Tudor Istodor |
| adaugă premiera     | adaugă nume film     | adaugă nume regizor | adaugă actori                                          |

## Premiere

### Ianuarie-Martie
| Premiera          | Premiera | Titlu                                           | Studio                                        | Cast and crew | Gen                                       | Ref.   |
| ----------------- | -------- | ----------------------------------------------- | --------------------------------------------- | --- | ----------------------------------------- | ------ |
| I A N U A R I E   | 4        | A Dark Truth                                    | Magnolia Pictures                             | Damian Lee (regizor/scenarist); Andy Garcia, Kim Coates, Eva Longoria, Forest Whitaker | acțiune, thriller                         | [ 3 ]  |
| I A N U A R I E   | 4        | Table No. 21                                    | Eros International                            | Aditya Datt (regizor); Jimmy-sen (screenplay); Tena Desae, Rajeev Khandelwal, Paresh Rawal | acțiune, thriller                         | [ 4 ]  |
| I A N U A R I E   | 4        | Texas Chainsaw 3D                               | Lionsgate                                     | John Luessenhop (regizor); Kirsten Elms, Adam Marcus, Debra Sullivan (screenplay); Alexandra Daddario, Dan Yeager, Trey Songz, Scott Eastwood, Tania Raymonde | groază                                    | [ 5 ]  |
| I A N U A R I E   | 11       | Gangster Squad                                  | Warner Bros.                                  | Ruben Fleischer (regizor); Will Beall (screenplay); Ryan Gosling, Emma Stone, Sean Penn, Josh Brolin, Robert Patrick, Michael Peña, Giovanni Ribisi, Anthony Mackie, Nick Nolte, Wade Williams, Mireille Enos, Sullivan Stapleton, Frank Grillo | acțiune, polițist, dramatic               | [ 6 ]  |
| I A N U A R I E   | 11       | A Haunted House                                 | Open Road Films                               | Michael Tiddes (regizor); Marlon Wayans, Rick Alvarez (screenplay); Marlon Wayans, Nick Swardson, David Koechner, Essence Atkins, Cedric the Entertainer, Alanna Ubach, Jamie Noel | comedie, groază                           | [ 7 ]  |
| I A N U A R I E   | 11       | Matru Ki Bijlee Ka Mandola                      | Fox Star Studios                              | Vishal Bhardwaj (regizor/screenplay); Abhishek Chaubey (screenplay); Imran Khan, Anushka Sharma, Pankaj Kapur, Shabana Azmi, Arya Babbar, Aamir Khan, Ajay Devgan | Romantic comedie                          | [ 8 ]  |
| I A N U A R I E   | 18       | Broken City                                     | 20th Century Fox                              | Allen Hughes (regizor); Brian Tucker (screenplay); Mark Wahlberg, Russell Crowe, Catherine Zeta-Jones, Barry Pepper, Kyle Chandler, Natalie Martinez, Justin Chambers, Alona Tal, Jeffrey Wright, Catherine Kim Poon, Justin Chambers, Alona Tal, James Rawlings, James Ransone, Judd Lormand | polițist, dramatic                        | [ 9 ]  |
| I A N U A R I E   | 18       | Mama                                            | Universal Pictures                            | Andres Muschietti (regizor/screenplay); Neil Cross, Barbara Muschietti (screenplay); Jessica Chastain, Nikolaj Coster-Waldau | groază, thriller                          | [ 10 ] |
| I A N U A R I E   | 18       | The Last Stand                                  | Lionsgate                                     | Kim Jee-Woon (regizor); Andrew Knauer, Jeffrey Nachmanoff (screenplay); Arnold Schwarzenegger, Forest Whitaker, Peter Stormare, Jaimie Alexander, Rodrigo Santoro, Zach Gilford, Johnny Knoxville, Harry Dean Stanton, Luis Guzmán, Génesis Rodríguez, Daniel Henney | acțiune                                   | [ 11 ] |
| I A N U A R I E   | 25       | Hansel and Gretel: Witch Hunters                | Paramount Pictures / MTV Films / MGM          | Tommy Wirkola (regizor/screenplay); Dante Harper (screenplay); Jeremy Renner, Gemma Arterton, Zoe Bell, Famke Janssen, Peter Stormare, Ingrid Bolso Berdal, Thomas Mann | acțiune, groază, Fantasy                  | [ 12 ] |
| I A N U A R I E   | 25       | John Dies at the End                            | M3 Alliance / M3 Creative / Midnight Alliance | Don Coscarelli (regizor/screenplay); Paul Giamatti, Clancy Brown, Glynn Turman, Doug Jones, Daniel Roebuck, Jimmy Wong, Angus Scrimm | comedie, groază                           | [ 13 ] |
| I A N U A R I E   | 25       | Movie 43                                        | Relativity Media                              | Patrik Forsberg (regizor/screenplay); Elizabeth Banks, Steven Brill, Steve Carr, Rusty Cundieff, James Duffy, Griffin Dunne, Peter Farrelly, James Gunn, Bob Odenkirk, Brett Ratner, Jonathan van Tulleken (regizors); Steve Baker, Will Carlough, Matt Portenoy, Greg Pritikin, Rocky Russo, Jeremy Sosenko, Elizabeth Wright Shapiro (screenplay); Hugh Jackman, Emma Stone, Gerald Butler, Chloe Grace Moretz, Elizabeth Banks, Kristen Bell, Naomi Watts, Anna Faris, Chris Pratt, Kate Winslet, Josh Duhamel, Richard Gere, Uma Thurman, Halle Berry, Patrick Warburton, Christopher Mintz-Plasse, Liev Schreiber, Seann William Scott, Jason Sudeikis, Kate Bosworth, Bobby Cannavale, Justin Long, J.B. Smoove, Kieran Culkin, Leslie Bibb, Terrence Howard, Jack McBrayer, Tony Shalhoub, Matt Walsh, Stephen Merchant, Jimmy Bennett, Emily Alyn Lind, Jeremy Allen White | comedie                                   | [ 14 ] |
| I A N U A R I E   | 25       | Parker                                          | FilmDistrict                                  | Taylor Hackford (regizor); John McLaughlin (screenplay); Jason Statham, Jennifer Lopez, Bobby Cannavale, Clifton Collins, Jr., Wendell Pierce, Michael Chiklis, Nick Nolte, Sala Baker | polițist, acțiune                         | [ 15 ] |
| F E B R U A R I E | 1        | Bullet to the Head                              | Warner Bros.                                  | Walter Hill (regizor/screenplay); Alessandro Camon (screenplay); Sylvester Stallone, Sung Kang, Sarah Shahi, Adewale Akinnuoye-Agbaje, Christian Slater, Jason Mamoa, Jon Seda, Brian Van Holt | acțiune                                   | [ 16 ] |
| F E B R U A R I E | 1        | Stand Up Guys                                   | Lionsgate                                     | Fisher Stevens (regizor); Noah Haidle (screenplay); Al Pacino, Christopher Walken, Julianna Margulies, Mark Margolis, Alan Arkin, Bill Burr | polițist, comedie                         | [ 17 ] |
| F E B R U A R I E | 1        | Warm Bodies                                     | Summit Entertainment                          | Jonathan Levine (regizor/screenplay); Nicholas Hoult, Teresa Palmer, Rob Corddry, John Malkovich, Analeigh Tipton, Dave Franco, Cory Hardrict | comedie, groază, romantic                 | [ 18 ] |
| F E B R U A R I E | 8        | Identity Thief                                  | Universal Pictures                            | Seth Gordon (regizor); Steve Conrad, Craig Mazin (screenplay); Jason Bateman, Melissa McCarthy, Amanda Peet, John Cho, Clark Duke, Maggie Elizabeth Jones, Mary-Charles Jones, Jon Favreau, Génesis Rodríguez, Eric Stonestreet, T.I., Ben Falcone, Morris Chestnut, Justin Wheelon | comedie                                   | [ 19 ] |
| F E B R U A R I E | 8        | Side Effects                                    | Open Road Films                               | Steven Soderbergh (regizor); Scott Z. Burns (screenplay); Rooney Mara, Jude Law, Channing Tatum, Catherine Zeta-Jones, Vinessa Shaw, David Costabile | polițist, thriller                        | [ 20 ] |
| F E B R U A R I E | 8        | Top Gun 3D                                      | Paramount Pictures                            | Tony Scott (regizor); Jim Cash, Jack Epps Jr. (screenplay); Tom Cruise, Kelly McGillis, Val Kilmer, James Tolkan, Tom Skerritt, Rick Rossovich, Michael Ironside, John Stockwell, Tim Robbins, Whip Hubley, Barry Tubb, David Patterson, Adrian Pasdar, Clarence Gilyard, Jr., Duke Stroud, Linda Rae Jurgens | acțiune                                   | [ 21 ] |
| F E B R U A R I E | 8        | A Glimpse Inside the Mind of Charles Swan III   | American Zoetrope, The regizors Bureau        | Roman Coppola (regizor/screenplay); Charlie Sheen, Jason Schwartzmann, Bill Murray, Katheryn Winnick, Patricia Arquette, Aubrey Plaza, Mary Elizabeth Winstead | comedie, dramatic                         | [ 22 ] |
| F E B R U A R I E | 14       | A Good Day to Die Hard                          | 20th Century Fox                              | John Moore (regizor); Skip Woods (screenplay); Bruce Willis, Jai Courtney, Sebastian Koch, Yuliya Snigir, Cole Hauser, Amaury Nolasco, Megalyn Echikunwoke, Anne Vyalitsyna, Mary Elizabeth Winstead | acțiune, Adventure                        | [ 23 ] |
| F E B R U A R I E | 14       | Beautiful Creatures                             | Warner Bros.                                  | Richard LaGravenese (regizor/screenplay); Viola Davis, Alice Englert, Emma Thompson, Emmy Rossum, Jeremy Irons, Alden Ehrenreich, Thomas Mann, Kyle Gallner | Supernatural dramatic, romantic Teen Film | [ 24 ] |
| F E B R U A R I E | 14       | Escape from Planet Earth                        | The Weinstein Company                         | Cal Brunker (regizor/screenplay); Bob Barlen, Tony Leech, Cory Edwards (screenplay); Brendan Fraser, Rob Corddry, Jessica Alba, William Shatner, Sarah Jessica Parker, Jane Lynch, Paul Reubens, Sofia Vergara, George Lopez, Craig Robinson | animație,comedie, familie, SF             | [ 25 ] |
| F E B R U A R I E | 14       | Safe Haven                                      | Relativity Media                              | Lasse Hallström (regizor); Dana Stevens, Leslie Bohem (screenplay); Josh Duhamel, Julianne Hough, David Lyons, Cobie Smulders, Mimi Kirkland, Noah Lomax, Mike Pniewski | dramatic, romantic                        | [ 26 ] |
| F E B R U A R I E | 22       | Dark Skies                                      | Dimension Films                               | Scott Stewart (regizor/screenplay); Keri Russell, Josh Hamilton, Dakota Goyo | groază, SF                                | [ 27 ] |
| F E B R U A R I E | 22       | Snitch                                          | Summit Entertainment                          | Ric Roman Waugh (regizor/screenplay); Justin Haythe (screenplay); Dwayne Johnson, Susan Sarandon, Benjamin Bratt, Barry Pepper | acțiune                                   | [ 28 ] |
| M A R T I E       | 1        | 21 and Over                                     | Relativity Media                              | Jon Lucas, Scott Moore (regizor/screenplay); Miles Teller, Justin Chon, Skylar Astin, Sarah Wright, François Chau, Jonathan Keltz, Daniel Booko, Dustin Ybarra | comedie                                   | [ 29 ] |
| M A R T I E       | 1        | Jack the Giant Slayer                           | Warner Bros. / New Line Cinema                | Bryan Singer (regizor); Dan Studney, Darren Lemke, Christopher McQuarrie (screenplay); Nicholas Hoult, Eleanor Tomlinson, Stanley Tucci, Ewan McGregor, Bill Nighy, Ian McShane, Eddie Marsan | acțiune, Adventure, Fantasy               | [ 30 ] |
| M A R T I E       | 1        | The Last Exorcism Part II                       | CBS Films                                     | Ed Gass-Donnelly (regizor/screenplay); Damien Chazelle (screenplay); Ashley Bell | groază, thriller                          | [ 31 ] |
| M A R T I E       | 1        | Phantom                                         | RCR Media Group                               | Todd Robinson (regizor/screenplay); Ed Harris, David Duchovny, William Fichtner, Sean Patrick Flanery | thriller                                  | [ 32 ] |
| M A R T I E       | 1        | Stoker                                          | Fox Searchlight Pictures                      | Park Chan-wook (regizor); Wentworth Miller (screenplay); Mia Wasikowska, Nicole Kidman, Matthew Goode, Dermot Mulroney, Jacki Weaver, Alden Ehrenreich, Lucas Till | thriller                                  | [ 33 ] |
| M A R T I E       | 8        | Oz the Great and Powerful                       | Walt Disney Pictures                          | Sam Raimi (regizor); David Lindsay-Abaire, Mitchell Kapner (screenplay); James Franco, Mila Kunis, Michelle Williams, Rachel Weisz, Joey King, Zach Braff, Bruce Campbell, Abigail Spencer, Tony Cox | Fantasy Adventure familie                 | [ 34 ] |
| M A R T I E       | 8        | Admission                                       | Focus Features                                | Paul Weitz (regizor/screenplay); Karen Croner (screenplay); Tina Fey, Paul Rudd, Michael Sheen, Gloria Reuben, Wallace Shawn, Lily Tomlin | comedie                                   | [ 35 ] |
| M A R T I E       | 8        | Dead Man Down                                   | FilmDistrict                                  | Niels Arden Oplev (regizor); J.H. Wyman (screenplay); Colin Farrell, Noomi Rapace, Dominic Cooper, Terrence Howard, Wade Barrett | acțiune                                   | [ 36 ] |
| M A R T I E       | 15       | The Call                                        | TriStar Pictures                              | Brad Anderson (regizor); Richard D'Ovidio (screenplay); Abigail Breslin, Halle Berry, Morris Chestnut | thriller                                  | [ 37 ] |
| M A R T I E       | 15       | The Incredible Burt Wonderstone                 | Warner Bros. / New Line Cinema                | Don Scardino (regizor); Chad Kultgen, John Francis Daley, Jonathan M. Goldstein (screenplay); Olivia Wilde, Jim Carrey, Steve Buscemi, Steve Carell, James Gandolfini, Alan Arkin, Gillian Jacobs, Zachary Gordon, Brad Garrett, Jay Mohr, David Copperfield | comedie                                   | [ 38 ] |
| M A R T I E       | 22       | The Croods                                      | 20th Century Fox / DreamWorks animație        | Chris Sanders, Kirk DeMicco (regizors/screenplay); John Cleese (screenplay); Nicolas Cage, Ryan Reynolds, Catherine Keener, Emma Stone, Clark Duke, Cloris Leachman | Adventure, animație,comedie, familie      | [ 39 ] |
| M A R T I E       | 22       | Olympus Has Fallen                              | FilmDistrict                                  | Antoine Fuqua (regizor); Creighton Rothenburger, Katrin Benedikt (screenplay); Gerald Butler, Morgan Freeman, Dylan McDermott, Radha Mitchell, Aaron Eckhart, Ashley Judd, Melissa Leo | acțiune                                   | [ 40 ] |
| M A R T I E       | 29       | G.I. Joe: Retaliation                           | Paramount Pictures / MGM                      | Jon Chu (regizor); Rhett Reese, Paul Wernick (screenplay); Channing Tatum, Ray Park, Dwayne Johnson, Bruce Willis, Elodie Yung, D.J. Cotrona, Adrianne Palicki, Ray Stevenson, Byung-hun Lee, Jonathan Pryce, RZA, Walton Goggins, Joseph Mazzello, DeRay Davis | acțiune, Adventure, SF                    | [ 41 ] |
| M A R T I E       | 29       | The Host                                        | Open Road Films                               | Andrew Niccol (regizor/screenplay); Max Irons, Saoirse Ronan, Jake Abel, Diane Kruger, William Hurt, Frances Fisher | SF, thriller, Teen                        | [ 42 ] |
| M A R T I E       | 29       | The Place Beyond the Pines                      | Focus Features                                | Derek Cianfrance (regizor/screenplay); Ben Coccio, Darius Marder (screenplay); Ryan Gosling, Bradley Cooper, Rose Byrne, Eva Mendes, Ray Liotta, Bruce Greenwood, Ben Mendelsohn, Dane DeHaan | polițist, dramatic                        | [ 43 ] |
| M A R T I E       | 29       | Temptation: Confessions of a Marriage Counselor | Lionsgate                                     | Tyler Perry (regizor/screenplay); Jurnee Smollett, Lance Gross, Robbie Jones, Vanessa Williams, Kim Kardashian, Brandy Norwood, Ella Joyce | dramatic, romantic                        | [ 44 ] |

### Aprilie–Iunie
| Premiera      | Premiera | Titlu                          | Studio                         | Cast and crew                                              | Gen                                 | Ref.   |
| ------------- | -------- | ------------------------------ | ------------------------------ | ---------------------------------------------------------- | ----------------------------------- | ------ |
| A P R I L I E | 14       | BoOzy’ OS și Piatra de Cristal | CreaSyn Studio RED ƎYE Studios | J.K. Arsyn (regizor/scenarist); J.K Arsyn, Georges Colazzo | Film de animație, aventură, comedie | [ 45 ] |

### Octombrie–Decembrie
"Stalingrad" - Fedor Bondarchuk (Rusia)

## Filmele cu cele mai mari încasări
| Poziție | Titlu                         | Studio       | Încasări mondiale |
| ------- | ----------------------------- | ------------ | ----------------- |
| 1       | Regatul de gheață             | Disney       | $1,276,480,335    |
| 2       | Iron Man 3                    | Disney       | $1,215,439,994    |
| 3       | Sunt un mic ticălos 2         | Universal    | $970,761,885      |
| 4       | Hobbitul: Dezolarea lui Smaug | Warner Bros. | $958,366,855      |
| 5       | Jocurile foamei: Sfidarea     | Lionsgate    | $865,011,746      |
| 6       | Furios și iute 6              | Universal    | $788,679,850      |
| 7       | Universitatea monștrilor      | Disney       | $744,229,437      |
| 8       | Gravity                       | Warner Bros. | $723,192,705      |
| 9       | Man of Steel: Eroul           | Warner Bros. | $668,045,518      |
| 10      | Thor: Întunericul             | Disney       | $644,602,516      |

## Premii

### Oscar
- Cel mai bun film:
- Cel mai bun actor:
- Cea mai bună actriță:
- Cel mai bun film străin:

### César
- Cel mai bun film:
- Cel mai bun actor:
- Cea mai bună actriță:
- Cel mai bun film străin:

### Globul de Aur
- Dramă
- Cel mai bun film:
- Cel mai bun actor:
- Cea mai bună actriță:
- Muzical sau comedie
- Cel mai bun film:
- Cel mai bun actor:
- Cea mai bună actriță:

### BAFTA
- Cel mai bun film:
- Cel mai bun actor:
- Cea mai bună actriță:
- Cel mai bun film străin:

### Gopo
- Cel mai bun film:
- Cel mai bun actor:
- Cea mai bună actriță:
- Cel mai bun regizor: